# Elecciones presidenciales de Estados Unidos de 2008 en Nueva Jersey
Las  Elecciones presidenciales de Estados Unidos en Nueva Jersey de 2008 se llevó a cabo el 4 de noviembre de 2008 y formó parte de las Elecciones presidenciales de Estados Unidos de 2008. Los votantes eligieron 15 representantes, o electores para el  Colegio Electoral, quienes votaron por  presidente y  vicepresidente.
Nueva Jersey fue ganado por el candidato demócrata Barack Obama con un margen de victoria de 15.53%. Antes de la elección, las 17 organizaciones noticiosas consideraron que este era un estado que Obama ganaría o, de otro modo, se consideraría como un estado seguro Estados rojos y estados azules. Ninguna campaña gastó dinero para recaudar fondos, ya que el estado ha tendido hacia el partido Demócrata en los últimos años. Nueva Jersey se ha convertido en un estado azul confiablemente rico y predominantemente área urbana con una población étnicamente diversa, y esto se hizo evidente nuevamente cuando el demócrata Barack Obama ganó cómodamente el estado y llevando sus 15 votos electorales con el 57.14% de los votos.
Nueva Jersey intervino en esta elección como 4% más demócrata que el promedio nacional.
- Datos: Q16959334
- Multimedia: United States presidential election in New Jersey, 2008 / Q16959334